# Silberner Fußballschuh 1967

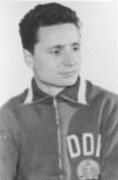
Dieter Erler, 1964

Mit dem Silbernen Fußballschuh 1967 wurde zum fünften Mal der DDR-Fußballer des Jahres ausgezeichnet. Die Redaktion der Zeitschrift Die neue Fußballwoche hatte eine Umfrage unter Sportredaktionen von Zeitschriften und Zeitungen der DDR zur Wahl des besten Spielers der Saison 1966/67 durchgeführt, die auf Tippscheinen die sechs besten Fußballer mit Punkten (zehn Punkte für den Favoriten, für die weiteren Plätze absteigend sieben, fünf, drei, zwei und einen Punkt) bewertet hatten. Die höchste Gesamtpunktzahl erreichte Dieter Erler, dem am Freitag, den 15. Juli 1967 im Ost-Berliner Restaurant Moskau der silberne Fußballschuh als Fußballer des Jahres vom Fuwo-Chefredakteur Klaus Schlegel überreicht wurde.

## Ergebnis
| Rang | Name               | Verein                   | Punkte |
| ---- | ------------------ | ------------------------ | ------ |
| 01.  | Dieter Erler       | FC Karl-Marx-Stadt       | 320    |
| 02.  | Henning Frenzel    | 1. FC Lokomotive Leipzig | 208    |
| 03.  | Otto Fräßdorf      | FC Vorwärts Berlin       | 151    |
| 04.  | Roland Ducke       | FC Carl Zeiss Jena       | 098    |
| 05.  | Harald Irmscher    | BSG Motor Zwickau        | 064    |
| 06.  | Jürgen Croy        | BSG Motor Zwickau        | 053    |
| 07.  | Manfred Geisler    | 1. FC Lokomotive Leipzig | 050    |
| 08.  | Jürgen Nöldner     | FC Vorwärts Berlin       | 025    |
| 09.  | Wolfgang Blochwitz | FC Carl Zeiss Jena       | 021    |
| 10.  | Eberhard Vogel     | FC Karl-Marx-Stadt       | 015    |
| 11.  | Herbert Pankau     | F.C. Hansa Rostock       | 011    |
| 11.  | Horst Weigang      | FC Rot-Weiß Erfurt       | 011    |
| 13.  | Gerhard Körner     | FC Vorwärts Berlin       | 009    |
| 14.  | Manfred Walter     | BSG Chemie Leipzig       | 008    |
| 14.  | Wolfgang Wruck     | 1. FC Union Berlin       | 008    |
| 16.  | Klaus Urbanczyk    | HFC Chemie               | 003    |
| 16.  | Wolfram Löwe       | 1. FC Lokomotive Leipzig | 003    |
| 18.  | Kurt Liebrecht     | BSG Lokomotive Stendal   | 002    |
| 18.  | Klaus Sammer       | SG Dynamo Dresden        | 002    |
| 18.  | Bernd Bransch      | HFC Chemie               | 002    |
| 18.  | Manfred Lienemann  | FC Karl-Marx-Stadt       | 002    |
| 22.  | Hartmut Rentzsch   | BSG Motor Zwickau        | 001    |

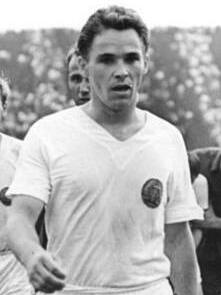
Henning Frenzel, 1966
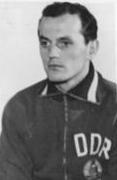
Otto Fräßdorf, 1964
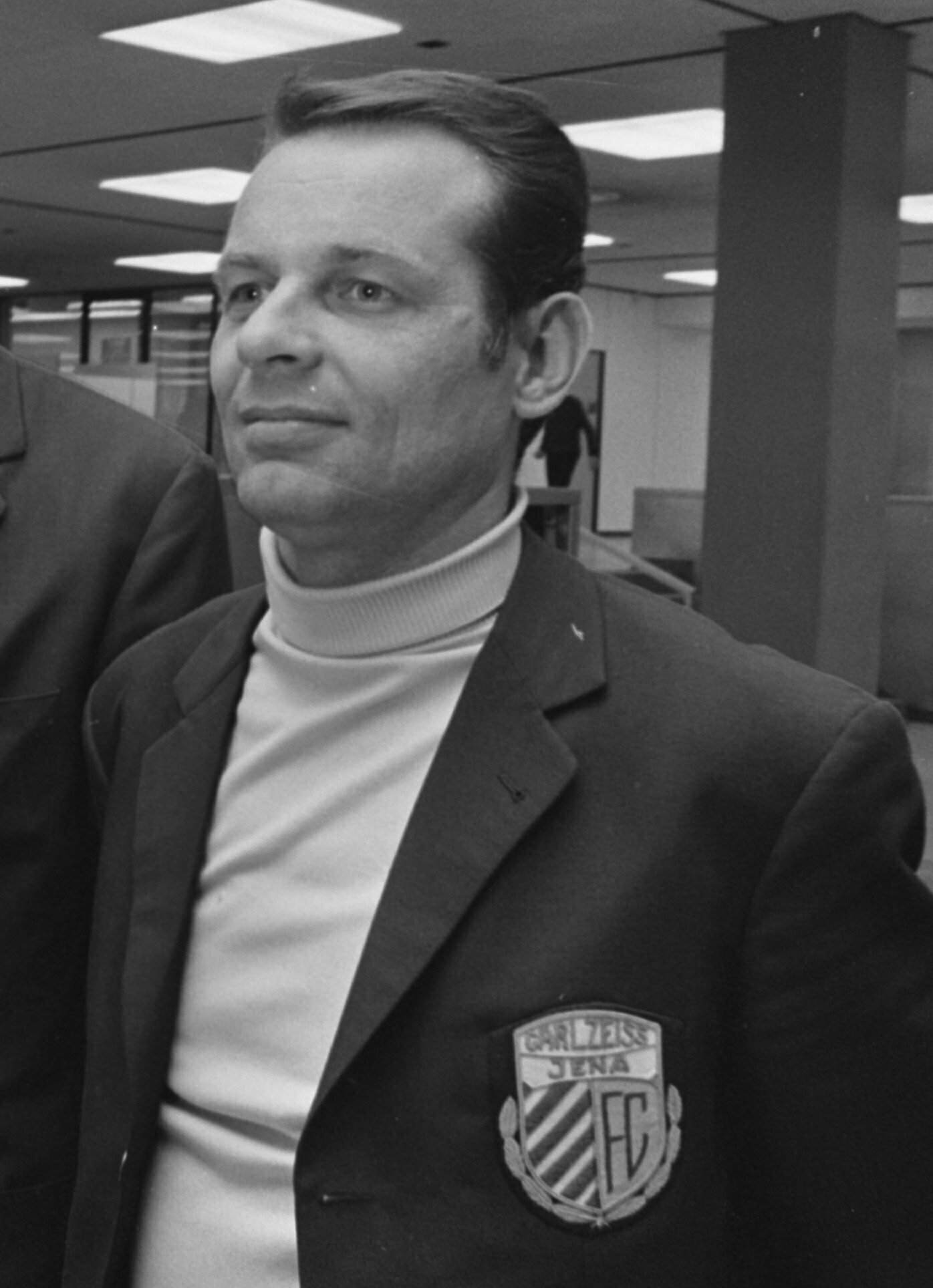
Roland Ducke, 1970
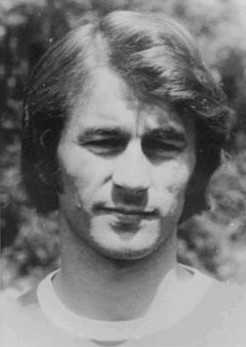
Harald Irmscher, 1974
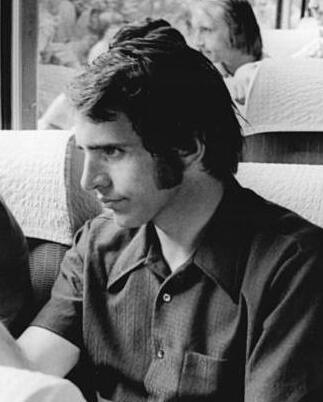
Jürgen Croy, 1974
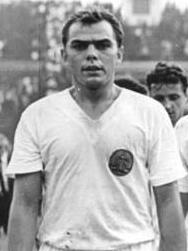
Manfred Geisler, 1966
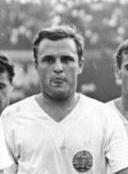
Jürgen Nöldner, 1966
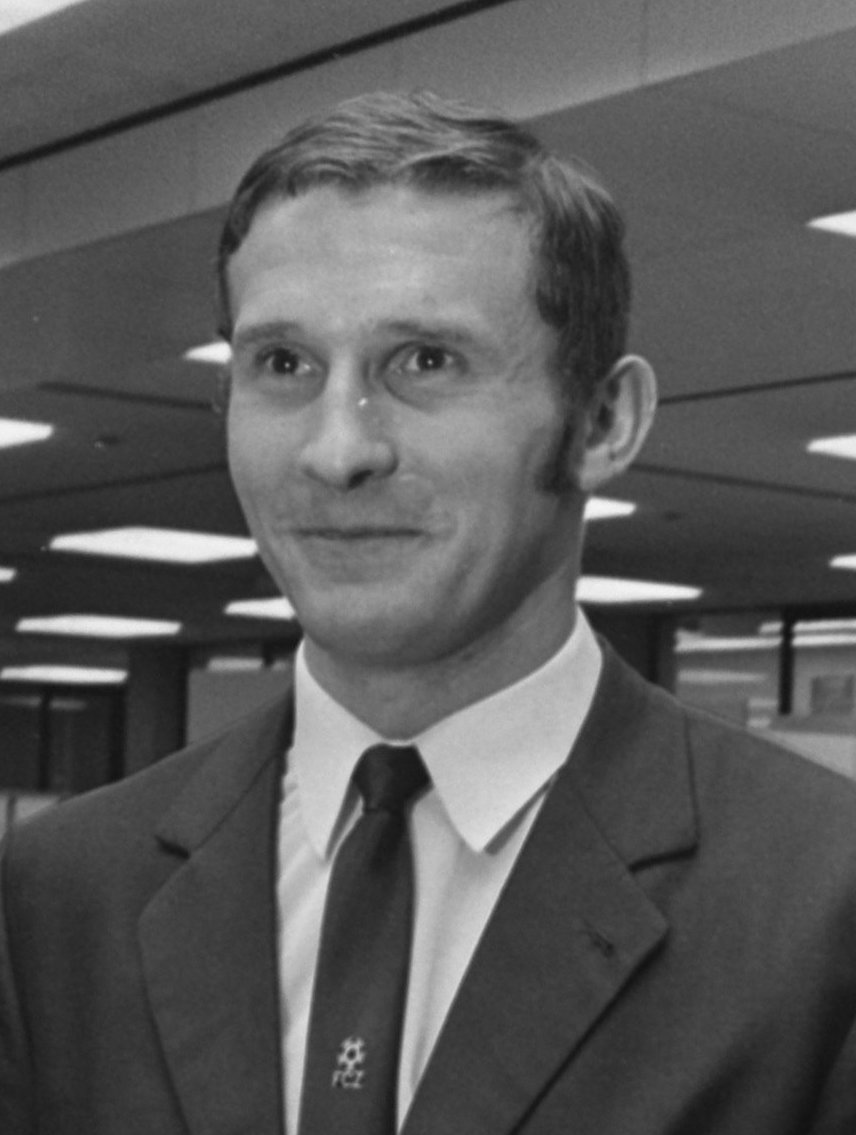
Wolfgang Blochwitz, 1970
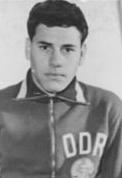
Eberhard Vogel, 1964